# Цюлково
Цюлково (пол. Ciółkowo) — село в Польщі, у гміні Радзаново Плоцького повіту Мазовецького воєводства.
Населення — 270 осіб (2011).
У 1975-1998 роках село належало до Плоцького воєводства.

## Демографія
Демографічна структура станом на 31 березня 2011 року:
|          | Загалом | Допрацездатний вік | Працездатний вік | Постпрацездатний вік |
| -------- | ------- | ------------------ | ---------------- | -------------------- |
| Чоловіки | 131     | 25                 | 88               | 18                   |
| Жінки    | 139     | 26                 | 78               | 35                   |
| Разом    | 270     | 51                 | 166              | 53                   |